# André Compan
Pour les articles homonymes, voir Compan.
André Compan, né le 30 mars 1922 à Nice et mort le 16 décembre 2010 à Beaulieu-sur-Mer, est un félibre, écrivain et universitaire français d’expression nissarde et d'expression française. Il signe parfois « Andriéu Compan » et certains de ses ouvrages comportent les noms de plume de « Louis Desoufia » et « J. R. Lurou ».

## Biographie
En 1943, André Compan est encore étudiant à l'Université d'Aix-en-Provence lorsque la ligne de démarcation est définitivement supprimée par les autorités allemandes. Cette année-là, il se fait remarquer en quittant, indigné, l'amphithéâtre durant un cours de linguistique dont le programme prévoyait d'étudier Mein Kampf. Il est arrêté quelques jours plus tard et déporté en Silésie avec une partie de ses condisciples. L'année suivante, André Compan parvient à s'échapper avec la complicité des gardes tchèques qui lui fournissent de faux-papiers. En effet, à cause de la débâcle allemande, les gardiens allemands avaient été obligé de monter au front, laissant la surveillance des prisonniers aux Tchèques qui n'étaient pas hostiles aux Français. À son retour à Beaulieu en 1944, il prend la tête du comité de libération local, le Front National Beaulieu, et commence des études d'histoire.
À la fin de ses études, André Compan décide de se consacrer à l'enseignement et obtient son premier poste au lycée Carnot de Cannes. En tant que professeur d'histoire-géographie il officie à Nice, d'abord au lycée du Parc Impérial, puis au lycée Masséna, avant de rejoindre en 1994 la faculté des lettres et sciences humaines de Nice où il dispense un cours de linguistique romane.
André Compan se consacre dès 1951 à la défense et à l'étude des cultures niçoise et provençale. Déjà secrétaire général de l'Academia nissarda, il est nommé majoral du Félibrige en 1969 et participe au début des années 1970 à l'entrée de la langue d'oc à l'université. Grâce à ses qualités de philologue, il est nommé conseiller auprès du recteur pour les langues régionales et inspecteur général de leur enseignement dans l'Académie de Nice.

## Œuvres
- Tros e glaugna prose et poésie en dialecte  niçois imprimerie Pierotti  Nice 1955
- Grammaire niçoise, Nice, Tiranty, 1965
- Glossaire raisonné de la langue niçoise, Nice, Tiranty, 1967
- La cigale du souvenir : éloge du majoral Frédéric Mistral neveu, Toulon, l’Astrado, 1970
- Lu Dich dóu combarousset, Toulon, l’Astrado, 1972
- Histoire de Nice et de son Comté, Toulon, l’Astrado, 1973
- Escarchadura, Toulon, l’Astrado, 1975
- histoire de Nice et de son comté 1973
- Étude sur l’origine des noms des communes dans les Alpes-Maritimes, Nice, C.R.D.P., 1982
- Illustration du naissant et du provençal : recueil d’articles parus dans Nice-Matin (1970-1975), Berre l’Étang, l’Astrado, 1990
- Les noms de personnes dans le Comté de Nice aux XIIIe, XIVe et XVe siècles : études d’anthroponymie provençale, Nice, Serre, 2004